# Vice-chancelier (Allemagne)
Pour les articles homonymes, voir Vice-chancelier.
Le suppléant du chancelier fédéral (Stellvertreter des Bundeskanzlers), communément appelé vice-chancelier (Vizekanzler), est un membre du Gouvernement fédéral allemand que le chancelier fédéral charge de le suppléer dans certaines de ses attributions.
L’actuel vice-chancelier est le ministre fédéral des Finances, Lars Klingbeil.

## Nomination
Le suppléant du chancelier fédéral est choisi par le chancelier lui-même, parmi les membres du Gouvernement fédéral (art. 69 al. 1 GG).
Dans un gouvernement de coalition, il est d’usage que le vice-chancelier soit issu du deuxième parti.

## Fonctions
Le vice-chancelier peut suppléer le chancelier dans toutes ses attributions, sauf la demande d’une motion de confiance. Il peut par exemple présider une réunion du cabinet si le chancelier est en voyage.
Il n’a aucun avantage par rapport aux autres ministres fédéraux pour assurer l’intérim des fonctions du chancelier fédéral en cas d’empêchement, de décès, de démission ou après la fin de la législature. Dans une telle situation, le président fédéral demande soit au chancelier sortant, soit à un ministre fédéral d’assurer l’intérim (art. 69 al. 2 GG). Le seul cas d’intérim par un ministre fédéral a cependant concerné un vice-chancelier, Walter Scheel, chancelier par intérim du 7 au 16 mai 1974 en raison du souhait de Willy Brandt de ne pas assurer lui-même l’intérim.

## Liste

### Empire allemand (1871-1918)
| Titulaire | Titulaire                               | Dates      | Dates      | Parti       | Cabinet(s)                                          |
| --------- | --------------------------------------- | ---------- | ---------- | ----------- | --------------------------------------------------- |
|           | Otto zu Stolberg-Wernigerode Aucun      | 01/06/1878 | 20/06/1881 | FKP         | Bismarck                                            |
|           | Karl Heinrich von Boetticher Intérieur  | 20/06/1881 | 01/07/1897 | FKP         | Bismarck, von Caprivi et Hohenlohe-Schillingsfürst  |
|           | Arthur von Posadowsky-Wehner Intérieur  | 01/07/1897 | 24/06/1907 | FKP         | Hohenlohe-Schillingsfürst et Bülow                  |
|           | Theobald von Bethmann Hollweg Intérieur | 24/06/1907 | 14/07/1909 | Indépendant | Bülow                                               |
|           | Clemens von Delbrück Intérieur          | 14/07/1909 | 22/05/1916 | Indépendant | von Bethmann Hollweg                                |
|           | Karl Helfferich Intérieur puis aucun    | 22/05/1916 | 09/11/1917 | Indépendant | von Bethmann Hollweg puis Michaelis et von Hertling |
|           | Friedrich von Payer Aucun               | 09/11/1917 | 09/11/1918 | FVP         | von Hertling et von Baden                           |

### République de Weimar etIIIeReich (1919-1945)
| Titulaire | Titulaire                               | Dates      | Dates      | Parti         | Cabinet(s)      |
| --------- | --------------------------------------- | ---------- | ---------- | ------------- | --------------- |
|           | Eugen Schiffer Finances                 | 13/02/1919 | 19/04/1919 | DDP           | Scheidemann     |
|           | Bernhard Dernburg Finances              | 30/04/1919 | 21/06/1919 | DDP           | Scheidemann     |
|           | Matthias Erzberger Finances             | 21/06/1919 | 03/10/1919 | Zentrum       | Bauer           |
|           | Eugen Schiffer Justice                  | 03/10/1919 | 27/03/1920 | DDP           | Bauer           |
|           | Erich Koch-Weser Intérieur              | 27/03/1920 | 21/06/1920 | DDP           | Müller I        |
|           | Rudolf Heinze Justice                   | 25/06/1920 | 10/05/1921 | DVP           | Fehrenbach      |
|           | Gustav Bauer Trésor                     | 10/05/1921 | 22/11/1922 | SPD           | Wirth I et II   |
|           | Robert Schmidt Reconstruction           | 13/08/1923 | 06/10/1923 | SPD           | Stresemann I    |
|           | Karl Jarres Intérieur                   | 30/11/1923 | 15/12/1924 | DVP           | Marx I et II    |
|           | Oskar Hergt Justice                     | 28/01/1927 | 28/06/1928 | DNVP          | Marx IV         |
|           | Hermann Dietrich Économie puis Finances | 30/03/1930 | 01/06/1932 | DDP puis DStP | Brüning I et II |
|           | Franz von Papen Aucun                   | 30/01/1933 | 07/08/1934 | Indépendant   | Hitler          |

### République fédérale (depuis 1949)
| Titulaire | Titulaire                                                    | Dates      | Dates       | Parti   | Cabinet(s)            |
| --------- | ------------------------------------------------------------ | ---------- | ----------- | ------- | --------------------- |
|           | Franz Blücher Plan Marshall, puis Coopération économique     | 20/09/1949 | 29/10/1957  | FDP/FVP | Adenauer I et II      |
|           | Ludwig Erhard Économie                                       | 29/10/1957 | 16/10/1963  | Sans    | Adenauer III, IV et V |
|           | Erich Mende Questions pan-allemandes                         | 17/10/1963 | 28/10/1966  | FDP     | Erhard I et II        |
|           | Hans-Christoph Seebohm Transports                            | 08/11/1966 | 30/11/1966  | CDU     | Erhard II             |
|           | Willy Brandt Affaires étrangères                             | 01/12/1966 | 20/10/1969  | SPD     | Kiesinger             |
|           | Walter Scheel Affaires étrangères                            | 21/10/1969 | 16/05/1974  | FDP     | Brandt I et II        |
|           | Hans-Dietrich Genscher Affaires étrangères                   | 17/05/1974 | 17/09/1982  | FDP     | Schmidt I, II et III  |
|           | Egon Franke Relations intra-allemandes                       | 17/09/1982 | 01/10/1982  | SPD     | Schmidt III           |
|           | Hans-Dietrich Genscher Affaires étrangères                   | 01/10/1982 | 17/05/1992  | FDP     | Kohl I, II, III, IV   |
|           | Jürgen Möllemann Économie                                    | 18/05/1992 | 21/01/1993  | FDP     | Kohl IV               |
|           | Klaus Kinkel Affaires étrangères                             | 21/01/1993 | 26/10/1998  | FDP     | Kohl IV et V          |
|           | Joschka Fischer Affaires étrangères                          | 27/10/1998 | 22/11/2005  | Grünen  | Schröder I et II      |
|           | Franz Müntefering Travail et Affaires sociales               | 22/11/2005 | 21/11/2007  | SPD     | Merkel I              |
|           | Frank-Walter Steinmeier Affaires étrangères                  | 21/11/2007 | 27/10/2009  | SPD     | Merkel I              |
|           | Guido Westerwelle Affaires étrangères                        | 28/10/2009 | 12/05/2011  | FDP     | Merkel II             |
|           | Philipp Rösler Économie                                      | 12/05/2011 | 17/12/2013  | FDP     | Merkel II             |
|           | Sigmar Gabriel Économie et Énergie, puis Affaires étrangères | 17/12/2013 | 14/03/2018  | SPD     | Merkel III            |
|           | Olaf Scholz Finances                                         | 14/03/2018 | 08/12/2021  | SPD     | Merkel IV             |
|           | Robert Habeck Économie                                       | 08/12/2021 | 06/05/2025  | Grünen  | Scholz                |
|           | Lars Klingbeil Finances                                      | 06/05/2025 | En fonction | SPD     | Merz                  |